# Sindrome del grido di gatto
La sindrome del grido di gatto (o sindrome del chat pleure) è una malattia genetica rara causata dalla delezione di parte del cromosoma 5 ("delezione 5p-"). Individuata dal medico francese Jérôme Lejeune nel 1963, ha l'incidenza di un caso ogni 50 000 nati vivi.
La sindrome prende nome dal pianto lamentoso, simile al miagolio del gatto, caratteristico dei soggetti affetti. La perdita di materiale genetico si associa a ritardo dello sviluppo psicomotorio e a grave ritardo mentale, ma l'assenza di malformazioni gravi in una notevole percentuale di casi può garantire una lunga sopravvivenza.

## Quadro clinico
I segni distintivi sono rappresentati, oltre che dal tipico pianto, causato dall'ipoplasia delle cartilagini della laringe (che però scompare con il passare dei mesi), da ritardo mentale grave (con tendenza all'automutilazione), microcefalia, ritardo nella crescita e un aspetto caratteristico del volto che appare rotondeggiante, con ipertelorismo marcato, epicanto accentuato, sella nasale slargata, micrognazia e orecchie a basso impianto. Nel 15% dei casi è presente una cardiopatia congenita.

## Causa genetica
La causa della sindrome fu individuata nel 1963 dal medico e genetista Jérôme Lejeune: essa risiede nella delezione parziale del cromosoma 5. Nella maggior parte dei casi tale delezione è un evento de novo; solo il 5% dei casi invece è ereditato da genitori in cui sono avvenute traslocazioni cromosomiche bilanciate. Il 90% delle delezioni de novo si genera sul cromosoma di derivazione paterna. I sintomi e i fenotipi che ne derivano dipendono dal frammento cromosomico deleto, in particolare il "pianto del gatto" mappa nella regione 5p15.3, mentre le caratteristiche facciali mappano in una regione più prossimale, 5p15.2. La regione 5p15.2 è considerata la regione critica della sindrome.